# Slaget vid Rossbach
Slaget vid Rossbach var ett slag mellan Preussen å ena sidan och Österrike och Frankrike på andra under sjuårskriget. Preussarna vann.